# بنه (گرمی)
بنه روستایی است که در استان اردبیل، شهرستان گرمی، بخش مرکزی، دهستان اجارودغربی قرار دارد.شغل اصلی مردم این روستا کشاورزی میباشد

## جمعیت
بر اساس سرشماری سال ۱۳۸۵ جمعیت این روستا ۸۰۲ نفر با ۱۷۷ خانوار بوده‌است.براساس،امارجدید تعداد خانوار این روستا به ۲۵۰ خانوار میرسد